# Лешек Мутх
Лешек Мутх (пол. Leszek Muth; нар. 21 серпня 1943, Стараховиці) — польський музикант, звукорежисер. У 1960-х і 1970-х роках грав на бас-гітарі у біг-бітових гуртах. З 1986 року займається створенням звуку на масових заходах.

## Біографія
У 1955 році член хору Познаньські Солов'ї (Poznańskimi Słowikami) під дирекцією Стефана Стуліґроша. У 1957-1960 роках грав у молодіжних клубних гуртах. З 1963 року виступав у популярних студентських клубах Познаня — Nurt та Od Nowa. Зв'язався з гуртом Poznańscy Trubadurzy (Познаньські трубадури), який діяв при студентському клубі Під масками в  академічному домі імені Савицької у Познані. Гурт записав для Познаньського Радіо три інструментальні твори: два авторства гітариста Томаша Джюбиньського — W Kopalni Cynku (У шахті цинку) i Piąty Do Brydża, композицію другого гітариста гурту Єжи Кормана під назвою Serce. У грудні 1964 і на початку 1965 року Познаньські трубадури виступають у готелі Merkury в Познані. Далі як Pahl Quintet їдуть на шестимісячне турне Чехословаччиною. У 1965 році Лешек Мутх почав співпрацю з Естрадою Познаньською. У 1966 році повстав гурт My, музикант був його співтворцем. Гурт виступав вдома і за кордоном, між іншим у Чехословаччині, де допомагав співаку Václav Neckář. У 1967-1968 роках музикант був членом біг-біт-соулового об'єднання Drumlersiз вокалісткою Халіною Францковяк у складі (екс-Познаньські трубадури і Tarpany). Об'єднання розпустилось після року діяльності і йому не вдалось увійти до топу польського біг-біту. У 1968—1971 роках Лешек Мутх грав у гурті Romuald i Roman. Гурт давав багато концертів і записав ряд творів для Польського Радіо. У 1972-1988 роках співпрацює з міськими естрадами і Польською артистичною агенцією PAGART як сесійний музикант і звукорежисер.
В наші дні займається звуком на масових заходах. Виступає також на сцені як член гурту Войчеха Корди.